# Vlag van de Benelux
De Benelux heeft geen officiële vlag. Wel is voor het Secretariaat-Generaal van het samenwerkingsverband sinds 2010 een logo in gebruik. De officieuze vlag bestaat uit drie horizontale banen in rood, wit en blauw, waarbij de witte baan is onderbroken door een zwart vlak met daaroverheen een gouden leeuw die zich ook over het rood en het blauw uitstrekt.

## Achtergrond
In 1951 werd door de voorzitter van het Belgisch comité Benelux Julius Hoste (Belgische oud-minister) een officieuze Benelux-vlag onthuld, ter gelegenheid van een Beneluxbetoging in Den Haag. Volgens het Limburgs Dagblad werd de vlag ontworpen omdat een aantal in Zuid-Frankrijk wonende Nederlanders, Belgen en Luxemburgers de wens koesterden zo'n vlag huis aan huis te zien wapperen in de lage landen.
De vlag werd ontworpen door de voorzitter van het plaatselijke Benelux-comité in Nice, Guy de Wargny. Het rood, wit en blauw zijn afkomstig uit de vlaggen van Nederland en Luxemburg, de gouden leeuw uit het wapen van België.
In 1968 is er sprake van een Benelux-vlag als Marie Astrid van Luxemburg te Madurodam een vlaggetje bevestigt aan het Beneluxhuis aldaar tijdens een tentoonstellingsopening. Het is niet bekend dat het hier om hetzelfde ontwerp gaat.
In 2014 bracht de Koninklijke Nederlandse Munt een muntenset uit, met daarbij een penning ontworpen en geslagen door de Koninklijke Munt van België. Deze penning is voorzien van het beschreven ontwerp uit 1951 van de Benelux-vlag.
Ondanks het feit dat de vlag is opgenomen in de literatuur, krijgt ze nooit een officieel karakter.